# 阿利亞日

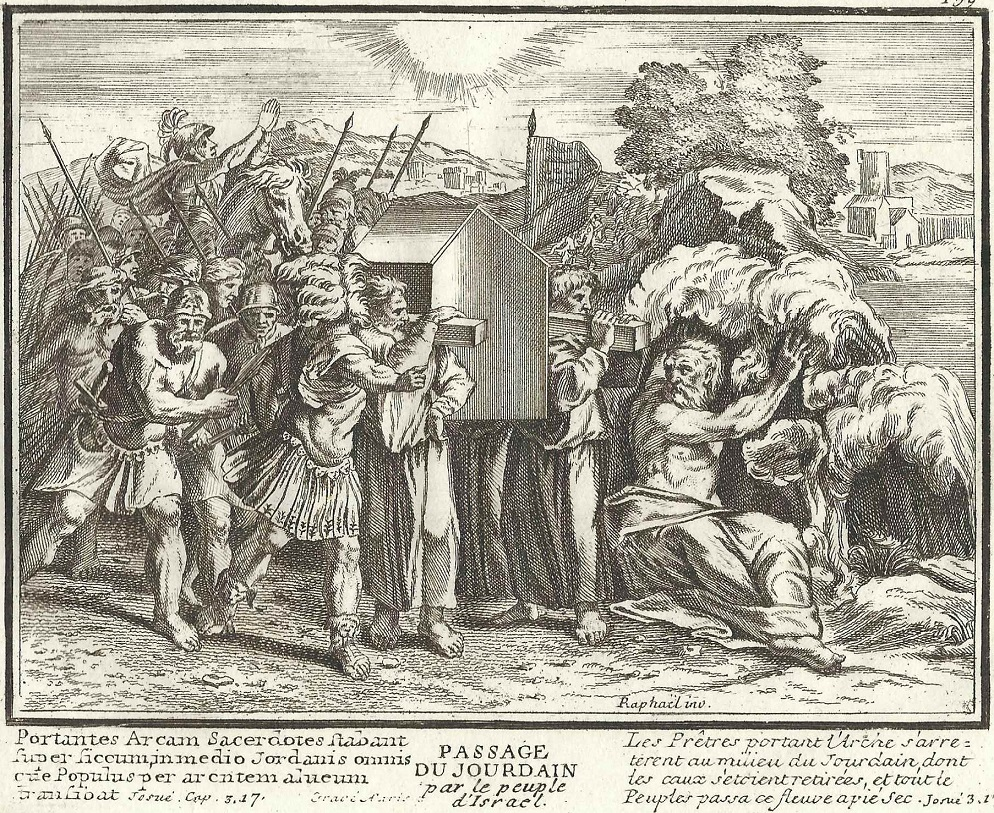
約書亞率領以色列人穿越約旦河

阿利亞日（希伯來語：‎），是以色列的國家假日，為尼散月十日。阿利亞日由來自塔納赫，記載猶太人在尼散月的第10天進入以色列地。該節日也紀念阿利亞運動，猶太移民作為猶太國家的核心價值。